# 転落の詩集
『転落の詩集』（てんらくのししゅう）は、石川達三の小説、またそれを原作とした映画・ドラマ化作品である。

## 映画

### 1940年版
1940年8月8日公開。

#### キャスト
- 日暮里子
- 中田弘二
- 津村博
- 白藤妙子
- 高木永二
- 斎藤紫香
- 山ノ上於久良
- 林寛
- 北龍二
- 笠原恒彦
- 上代勇吉
- 星ひかる
- 小杉光史
- 須藤恒子
- 大谷晋太郎
- 大倉喜多八
- 西春彦

#### スタッフ
- 監督 - 島耕二
- 脚色 - 館岡謙之助
- 撮影 - 相坂操一
- 配給 - 日活

### 1950年版
1950年7月1日公開。

#### キャスト
- 三條美紀
- 水島道太郎
- 荒川さつき
- 羽鳥敏子
- 小柴幹治
- 宮崎準

#### スタッフ
- 監督 - 加戸敏
- 製作 - 須田鐘太
- 撮影 - 秋野榮久
- 音楽 - 斎藤一郎
- 美術 - 高橋康一
- 録音 - 橋本国雄
- 配給 - 大映（現・角川映画）

## TVドラマ

### 1953年版
1953年10月7日にNHKで毎週水曜日19:50～20:30（JST）にて放送された。

#### キャスト
- 大塚道子
- 山形勲

#### スタッフ
- 演出 - 畑中庸生
- 脚本 - 内村直也、（山本七之助?）
- 制作 - NHK

### 1959年版
1959年3月17日に日本教育テレビ（現・テレビ朝日）「NET劇場」枠にて放送された。

#### キャスト
- 佐田啓二　※当時の新聞のテレビ欄には佐田の名は記載されておらず出演者名のトップは南原伸二になっており、誤りの可能性有り
- 南原伸二（南原宏治）
- 島崎雪子
- 浜田寅彦
- 楠田薫

#### スタッフ
- 脚色 - 岡田達門

### 1962年版
1962年5月10日に前編、5月17日に后編が日本テレビ「武田ロマン劇場」枠（武田薬品工業一社提供。当時は木曜22:30 - 23:15）にて放送された。

#### キャスト
- 菅原謙二
- 加代キミ子
- 植村謙二郎
- 八色賢典

#### スタッフ
- 脚色 - 富沢一郎
- 演出 - 半沢文夫
- 制作 - 東宝、日本テレビ

| 日本テレビ系列 武田ロマン劇場 | 日本テレビ系列 武田ロマン劇場 | 日本テレビ系列 武田ロマン劇場 |
| 前番組                        | 番組名                        | 次番組                        |
| ----------------------------- | ----------------------------- | ----------------------------- |
| 新妻鏡                        | 転落の詩集                    | その人の名は言えない          |

### 1964年版
1964年8月24日～12月26日にNHK「文芸劇場」枠にて放送された。

#### キャスト
- 木村俊恵
- 中谷一郎
- 矢野宣
- 阿木五郎
- 高森和子
- 山口幸生
- 美杉てい子

#### スタッフ
- 演出 - 加納守
- 脚本 - 小田和生
- 制作 - NHK

### 1978年版
1978年10月30日～12月29日にTBS「花王 愛の劇場」枠にて放送された。連続テレビ映画。全45回。

#### キャスト
- 酒巻美代 ………… 上村香子
- 川地栄三郎 ……… 大出俊
- 奥村慎太郎 ……… 西田健
- 奥村八重子 ……… 下村節子
- 熊野 ……………… 三木敏彦
- 羽村七右ヱ門 …… 竜崎一郎
- 川地たみ ………… 露原千草
- 川地栄次 ………… 鶴賀二郎
- 川地正子 ………… 安藤純子
- 美代の母 ………… 滝奈保栄
- 坂上次長 ………… 陶隆司 （陶隆）
- 坂上敏江 ………… 近藤ふみ子
- 坂上春子 ………… 東啓子
- 駒子 ……………… 木村有里
- さくら ………………富山真沙子
- 島崎 ……………… 有馬昌彦
- 菊江 ……………… 霧島八千代
- 道子 ……………… 岩倉高子
- 鹿野刑事 ………… 野呂圭介
- 大倉刑事 ………… 山根久幸
- 東刑事 …………… 鈴木英明
- 宮部巡査 ………… 三田村賢二
- 駐在滝沢 ………… 里木左甫良
- ナレーター  ………… 白坂道子

#### スタッフ
- 脚本・西沢裕子
- 監督・大槻義一、新津左兵
- 音楽・山下毅雄
- プロデューサー・前田満州夫（国際放映）、野村清（TBS）
- 制作・国際放映、TBS

#### 主題歌
- 「福寿草の詩」（歌：中山恵美子／東芝EMI）
  - 作詞：竜真知子／作曲・編曲：馬飼野康二

| TBS 花王 愛の劇場                     | TBS 花王 愛の劇場                      | TBS 花王 愛の劇場                |
| 前番組                                | 番組名                                 | 次番組                           |
| ------------------------------------- | -------------------------------------- | -------------------------------- |
| 愛の終着駅 （1978.8.27 - 1978.10.27） | 転落の詩集 （1978.10.30 - 1978.12.29） | 女の一生 （1979.1.8 - 1979.3.9） |

| スタブアイコン | サブスタブ | この項目は、まだ閲覧者の調べものの参照としては役立たない、文学に関連した書きかけの項目です。この項目を加筆・訂正などしてくださる協力者を求めています（P:文学、PJ:ライトノベル）。項目が小説家・作家の場合には{Writer-substub}を、文学作品以外の本・雑誌の場合には{Book-substub}を貼り付けてください。 |

| スタブアイコン | サブスタブ | この項目は、まだ閲覧者の調べものの参照としては役立たない、映画に関連した書きかけの項目です。この項目を加筆・訂正などしてくださる協力者を求めています（P:映画/PJ:映画）。 |

| スタブアイコン | サブスタブ | この項目は、まだ閲覧者の調べものの参照としては役立たない、テレビ番組に関連した書きかけの項目です。この項目を加筆・訂正などしてくださる協力者を求めています（P:テレビ/PJ:放送または配信の番組）。 |